# Allotrimium excavatum
Allotrimium excavatum är en skalbaggsart som beskrevs av Chandler 1985. Allotrimium excavatum ingår i släktet Allotrimium och familjen kortvingar. Inga underarter finns listade i Catalogue of Life.